# Hou Bo
Hou Bo (侯波 en chinois), née le 17 septembre 1924 dans le Shanxi et morte le 26 novembre 2017, est une photographe chinoise.
Elle se marie en 1942 à Xu Xiaobing (en) (1915-2009), ils seront tous deux les photographes officiels de Mao Zedong. Ainsi Hou Bo est l'auteure de certaines des plus célèbres photographies du Grand Timonier et des grands faits de l'histoire de la république populaire de Chine.
Lors de la révolution culturelle, à l'initiative de Jiang Qing, la femme de Mao Zedong, Hou Bo est envoyée dans un laogai pendant trois ans. Elle sera réhabilitée sept ans plus tard.

## Biographie
À la fin des années 1930, Xu Xiaobing, originaire de Shanghai, rejoint Yan'an, base politique et militaire du parti communiste chinois (PCC) après la Longue Marche de 1935 à 1948. De même Hou Bo, sa future épouse, d'origine paysanne dans le Shanxi au nord de la Chine, elle doit fuir son village à 14 ans, à la suite de l'invasion japonaise et se retrouve orpheline à Yan'an. Elle adhère alors au PCC. Elle partage avec Xu Xiaobin sa passion pour la photographie.

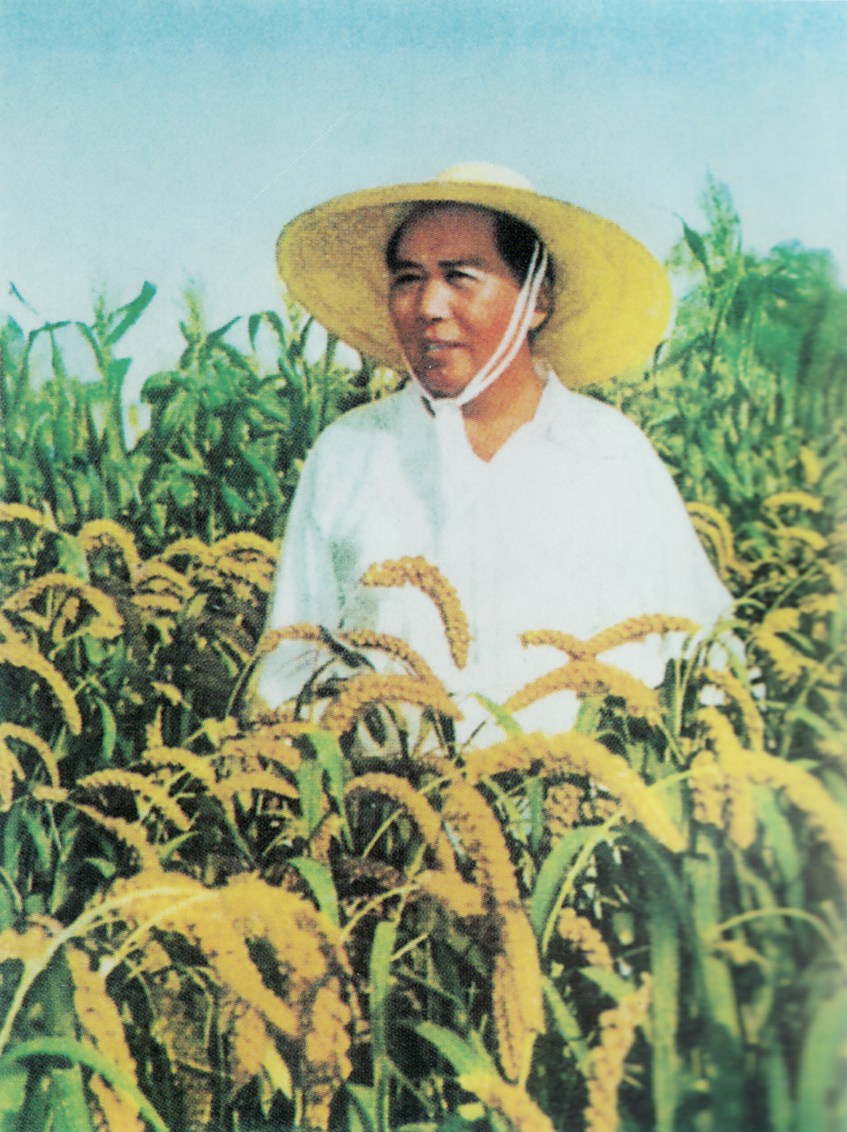
Mao Zedong dans un champ de céréales vers 1950, affiche d'après une photographie de Hou Bo.

Militants maoïstes, ils deviendront les photographes officiels de Mao Zedong et des cadres du PCC. Après 1949, Hou Bo réside dans Zhongnanhai à Pékin, la résidence privée des hauts dirigeants communistes. Ils prennent de nombreux clichés, dont certains deviendront des images-cultes de Mao Zedong,.
De 1949 à 1962, elle est la seule photographe officielle du Grand Timonier, le suivant dans tous ses déplacements et participant ainsi à la propagande du régime communiste,. Par ailleurs, la majorité des caciques du régime, dont la femme de Mao, Jiang Qing, sont initiés à la photographie par Hou Bo. Après l'échec du Grand Bond en avant, Mao Zedong est écarté du pouvoir  en 1961-1962, Hou Bo perd alors sa qualité de photographe officielle et elle rejoint l'agence Xinhua, en mars 1961. Pendant la révolution culturelle (1966-1976), l'impératrice rouge Jiang Qing lui demande de travailler pour elle, Hou Bo refuse. Elle est alors accusée d'être contre-révolutionnaire, Jiang Qing lui reprochant notamment ses photographies du président de la république populaire de Chine, Liu Shaoqi tombé en disgrâce. Hou Bo est alors déportée dans un laogai (camp de rééducation par le travail), elle y reste détenue trois ans et y perd en grande partie la vue. Une fois libérée, elle doit rejoindre son unité de travail à l’agence Xinhua, où elle effectue le ménage. Elle est réhabilitée sept ans plus tard,.
Hou Bo est morte le 26 novembre 2017,.

## Œuvres
En 1949, Hou Bo, âgée de 25 ans, assiste à la manifestation de Tiananmen où Mao proclame la République populaire de Chine, sa photographie de l'évènement est connue du monde entier. Pendant la révolution culturelle, alors qu'elle est emprisonnée, ses photographies sont utilisées dans le Petit Livre rouge. La photographie de la couverture du livre de Simon Leys, Les Habits neufs du président Mao paru en 1971, était celle  du Président Mao avec son grand manteau prise par Hou Bo, en 1954, sur la plage de Beidaihe, lieu de villégiature de l'élite chinoise.

## Récompense
Hou Bo a reçu la Statue d'or de Chine en 2012, lors de la première édition du festival d'art photographique chinois à Dali dans la province du Yunnan.

## Expositions
Plusieurs expositions lui ont été consacrées à travers le monde,.
- 2003 : Hou Bo & Xu Xiaobing, photographes de Mao Zedong lors des Rencontres d'Arles, l'exposition est couplée avec un film documentaire éponyme réalisé par le sinologue Claude Hudelot et Jean-Michel Vecchiet (Productions de la Citrouille, Coproduit par France 2 et France 5), projeté en avant-première à Arles, il est diffusé en octobre par les deux chaînes, pour l’Année de la France en Chine[14].